# Лелевич Г.
Лелевич, Г. (справжнє ім'я Лаборі Гілельович Калмансон) (1901—1937) — російський і радянський критик, поет.
Літературну діяльність почав у 1917. Автор збірок віршів «Набат» (1921), «В Смільному» (1925), поеми «Голод» (1921) і ін. Виступав за новаторство в пролетарському мистецтві, за «партійне керівництво» літературою.
Опублікував книги «На літературному посту. Статті і замітки» (1924), «Творчі шляхи пролетарської революції» (1925), «Поезія революційних різночинців 60-80-х рр. XIX в.» (1931).
В період сталінських репресій арештований, розстріляний. Пізніше реабілітований.